# 安东尼·英格兰
安东尼·韦恩·英格兰（Anthony Wayne England，1942年5月15日—）曾是一位美国国家航空航天局的宇航员，执行过STS-51-F任务。現為密西根大學教授。